# Sceloenopla ovata
Sceloenopla ovata es una especie de insecto coleóptero de la familia Chrysomelidae. Fue descrita científicamente en 1910 por Weise.